# Louis Marie Aubert du Petit-Thouars
Louis Marie Aubert du Petit-Thouars (ur. 5 listopada 1758 w zamku Bournois w Saint-Martin-de-la-Place, zm. 12 maja 1831 Paryż) – francuski botanik i orchidolog. Opisywał rośliny głównie z trzech wysp: Madagaskar, Mauritius i Reunion.
Standardową skróconą formą autora, używaną do wskazania przy cytowaniu nazw botanicznych, jest Thouars.
Petit-Thouars pochodził z arystokratycznej rodziny z Andegawenii, gdzie dorastał w zamku Boumois, w pobliżu Saumur. W 1792 roku, po dwuletnim uwięzieniu podczas rewolucji francuskiej, został zesłany na Madagaskar i pobliskie wyspy, takie jak Réunion. Rozpoczął zbieranie licznych okazów roślin na Madagaskarze, Mauritiusie i Réunion.
Dziesięć lat później wrócił do Francji z kolekcją około 2000 roślin. Większość jego zbiorów trafiła do Muséum de Paris, a niektóre gatunki znalazły się w Kew Gardens. Został wybrany członkiem prestiżowej Académie des Sciences 10 kwietnia 1820 roku.